# Campo di concentramento di Sachsenburg

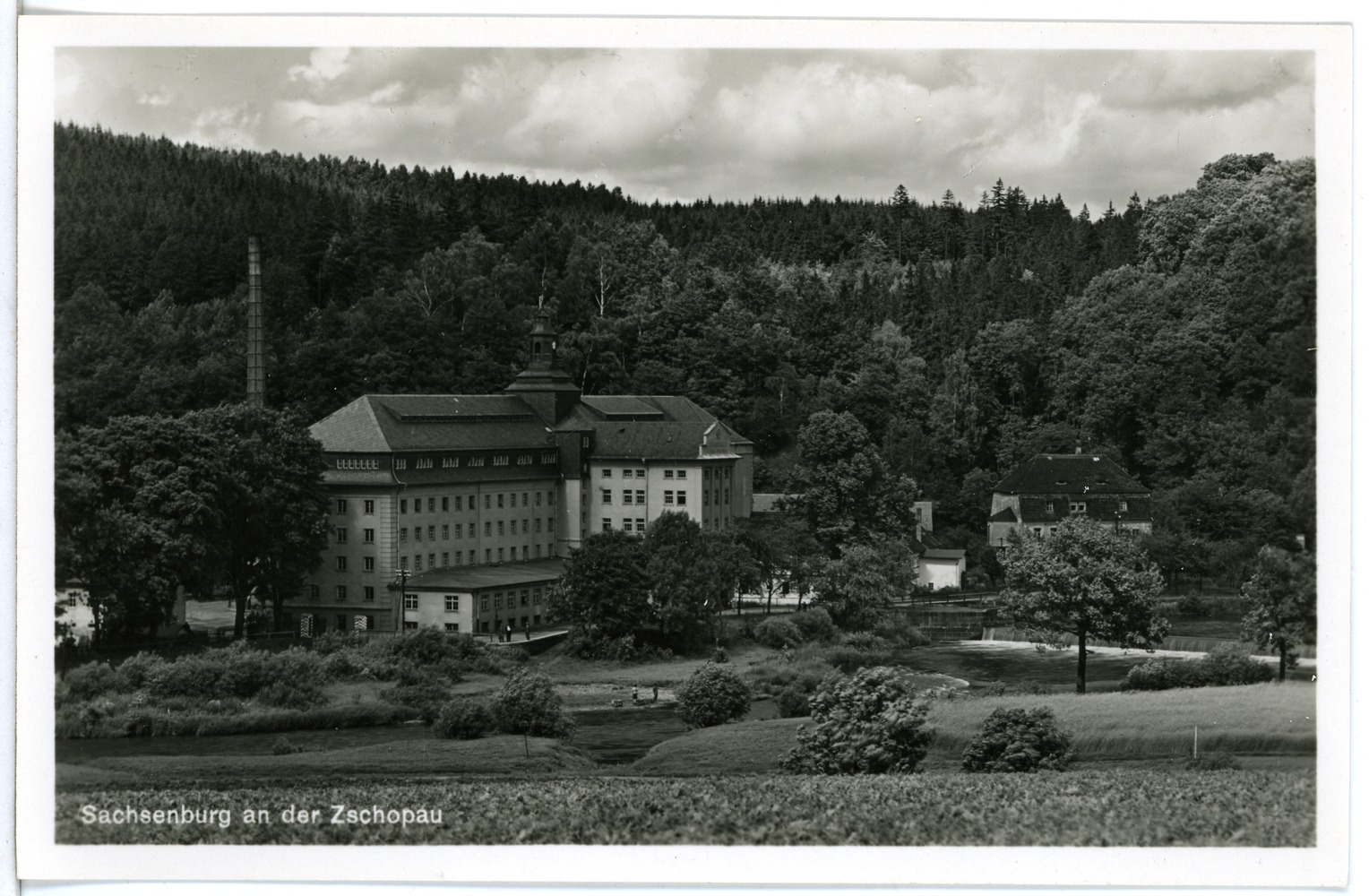
Veduta del KZ Sachsenburg (1933)

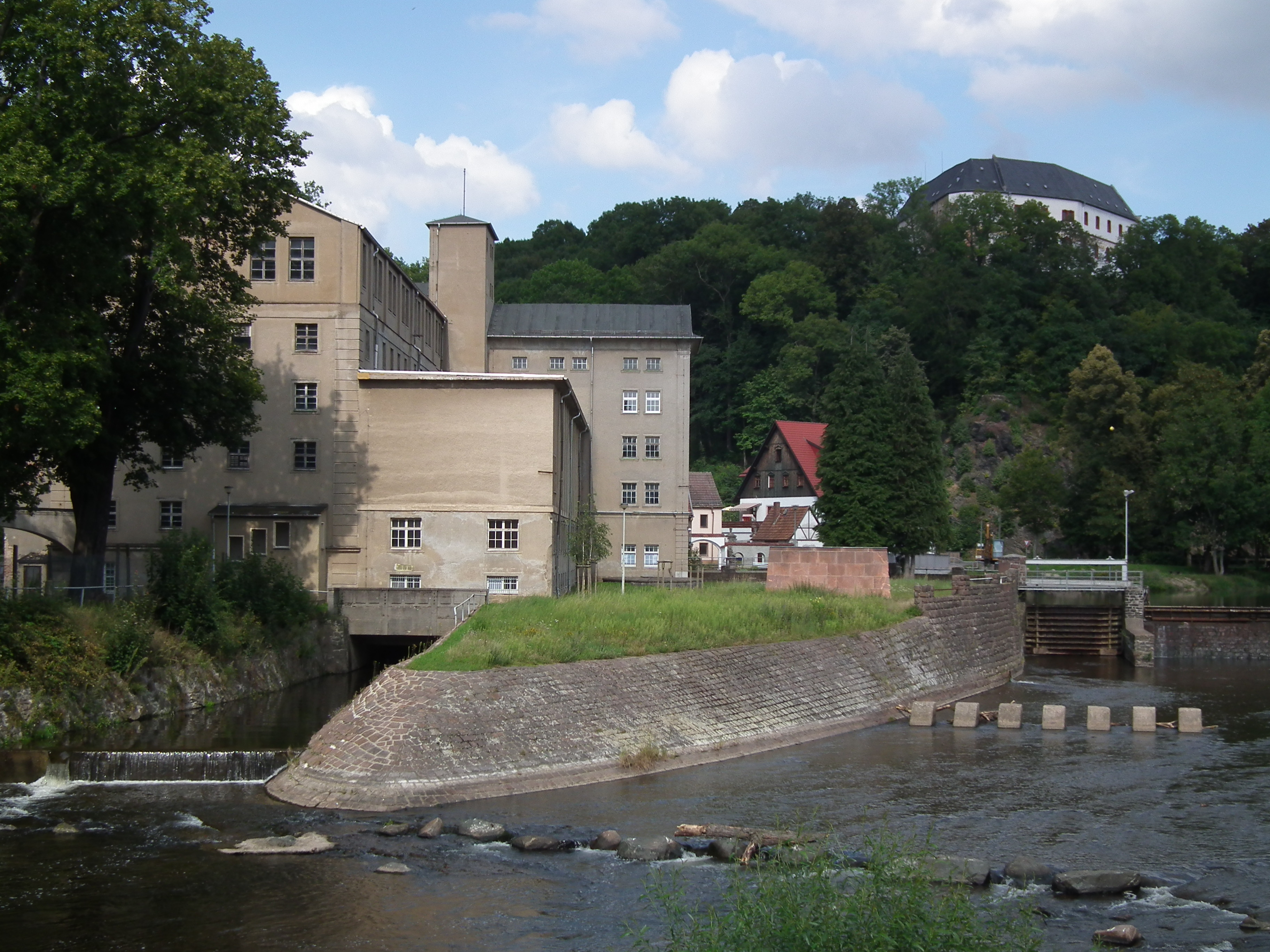
Mulino sotto il castello di Sachsenburg

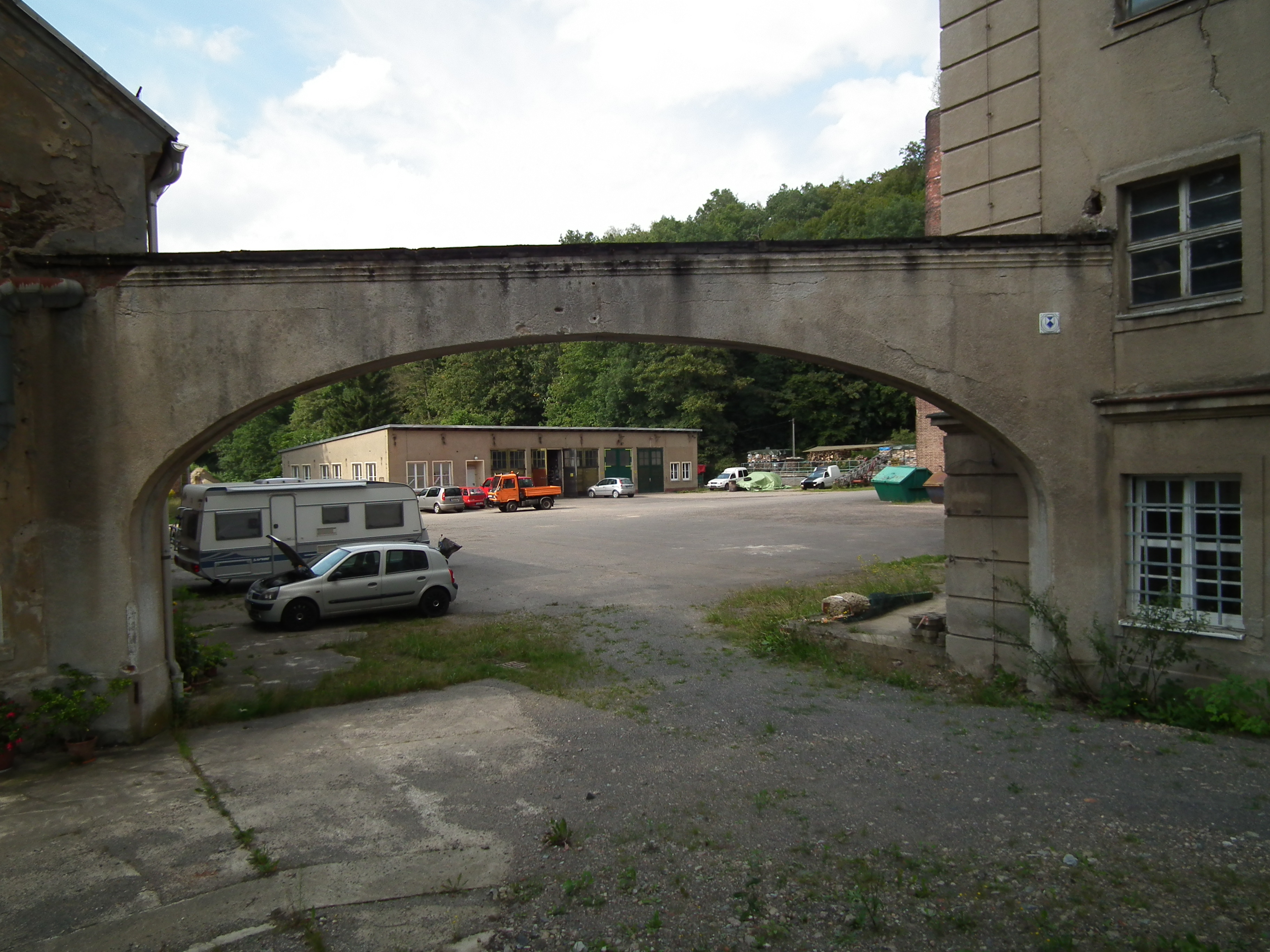
Cortile della fabbrica

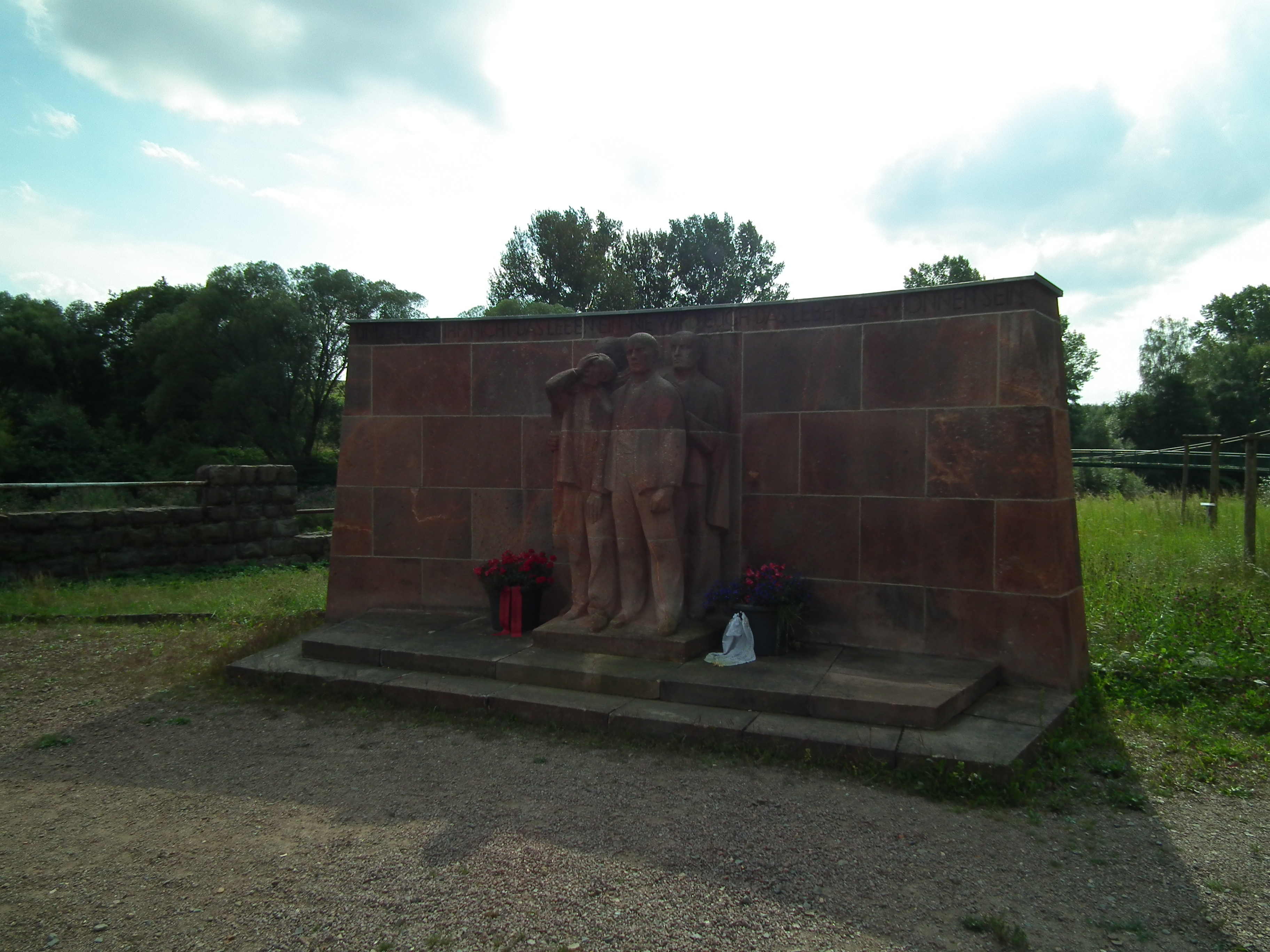
Memoriale del KZ Sachsenburg

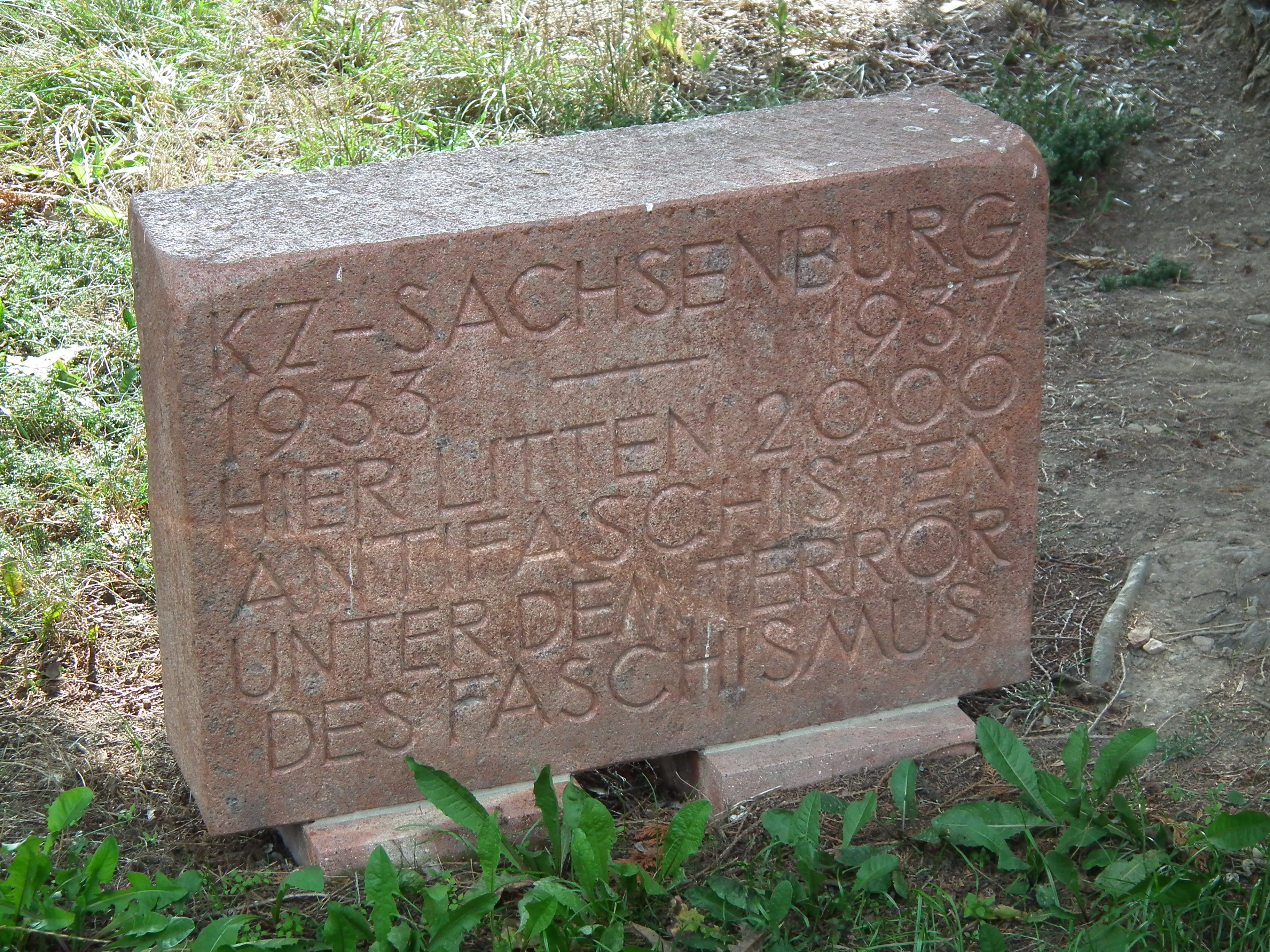
KZ Sachsenburg - Piccola lapide commemorativa

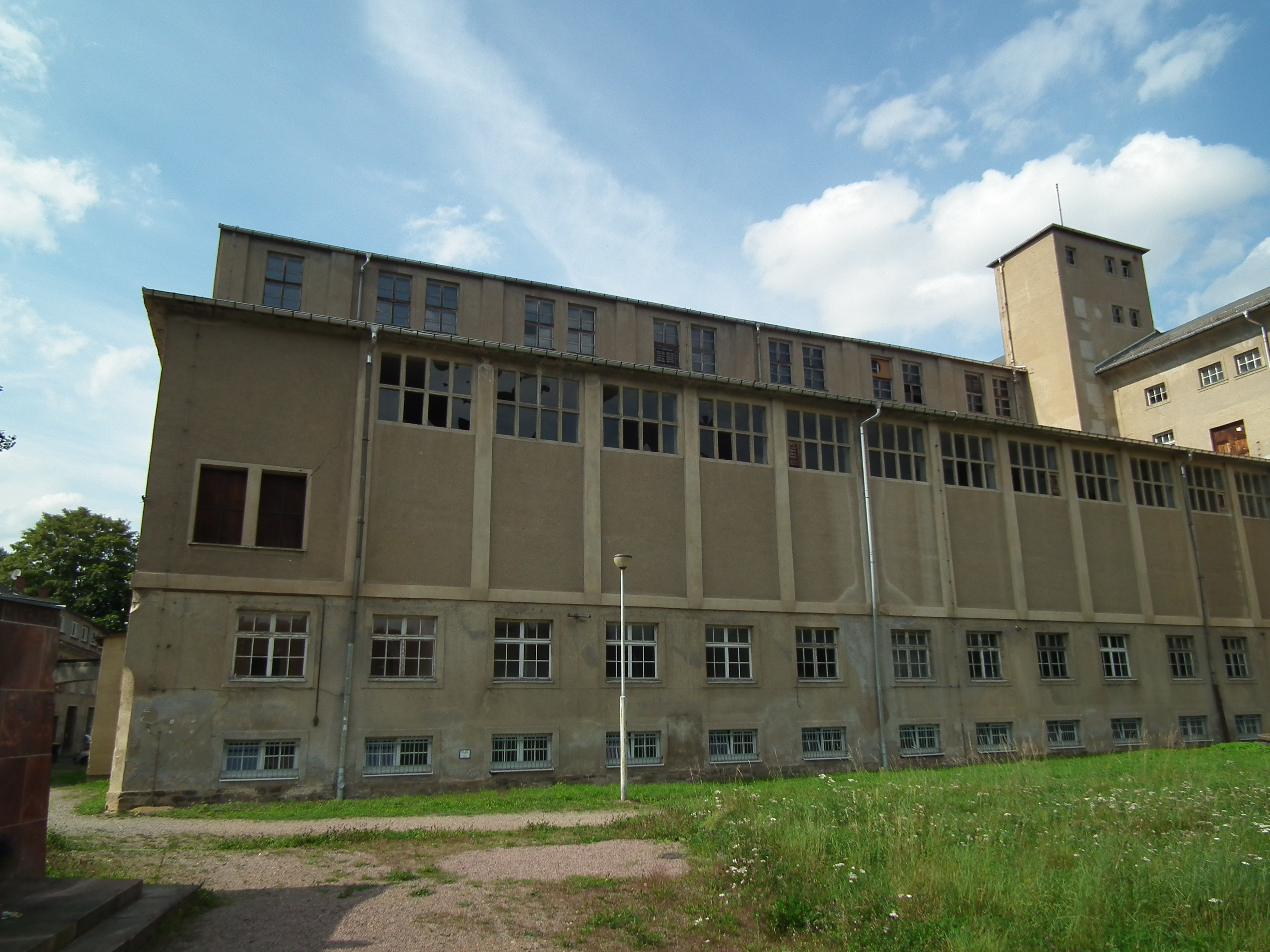
Filanda

Il campo di concentramento di Sachsenburg fu un campo di concentramento nazista situato a Frankenberg in Germania orientale, vicino a Chemnitz. Insieme a Lichtenburg, fu tra i primi ad essere costruito dai nazisti e gestito dalle SS dal 1933 al 1937. Prima della trasformazione, il campo era una fabbrica tessile abbandonata a quattro piani poi ristrutturata nel maggio 1933 per fungere da struttura di "custodia protettiva" per dissidenti come i Testimoni di Geova, che si opponevano al regime nazista.
Sachsenburg fu il primo campo di concentramento in cui le SS utilizzarono i triangoli colorati cuciti sui vestiti, oltre i bracciali, per identificare le categorie dei prigionieri. I dettagli sull'operazione di Sachsenburg, conservati in 17 file (ciascuno contenente diverse centinaia di rapporti delle SS) negli Archivi di Arolsen, sono diventati disponibili per i ricercatori solo alla fine del 2006.

## La legione indiana
L'autore spagnolo Emilio Calderón nel suo romanzo "La Bailarina y el Inglés" afferma che nella città di Frankenberg i nazisti avevano un impianto di trasmissione che aiutò Subhas Chandra Bose, il leader assegnato dell'India dopo l'Endsieg, a propagare le sue opinioni ideologiche ai suoi connazionali di tutto il mondo. Bose fu aperto a chiedere aiuto ai nazisti e ai giapponesi per il movimento per la libertà indiano e seguiva il principio "Il nemico del nemico è tuo amico".
Si suppone che il "Corps Freies Indien" e altre organizzazioni indipendentiste indiane fossero concentrate lì. Ciò fu reso più preciso dal Lexikon der Deutschen Wehrmacht: gli autori spiegano nei rispettivi articoli che Frankenberg era solo il secondo luogo della Legione Indiana, come la chiamarono, dopo che fu fondata. Successivamente fu spostato in un altro luogo vicino a Dresda perché Frankenberg si rivelò essere un campo di addestramento militare troppo piccolo per ospitare un'unità destinata a crescere fino alle dimensioni di due battaglioni.

## Persone legate a Sachsenburg
- Bruno Apitz
- Hugo Gräf
- Alfred Kästner[3]
- Johannes König
- Erich Mückenberger
- Otto Schön